# Giancarlo Cesaroni
Giancarlo Cesaroni (Roma, 1933 – Roma, 29 gennaio 1998) è stato un produttore discografico e dirigente d'azienda italiano.
(Giorgio Lo Cascio)

## Biografia
Cesaroni è entrato nella storia della musica leggera italiana come gestore del Folkstudio, il celebre locale romano in cui hanno mosso i primi passi nel mondo musicale quasi tutti i cantautori romani degli anni '70.
Dopo aver lavorato come chimico presso il comune di Roma, andò in pensione molto presto per dedicarsi (dopo il ritorno in America di Harold Bradley nel 1967) alla gestione ed allo sviluppo del Folkstudio, che trasferì da via Garibaldi, sua sede originale, a via Sacchi, sempre a Trastevere, ed infine a via Frangipane alle spalle del Colosseo. 
Giancarlo Cesaroni fu lo scopritore (consentendo loro di esibirsi nel suo locale) di cantautori come Antonello Venditti, Francesco De Gregori, Giorgio Lo Cascio, Ernesto Bassignano, Stefano Rosso, Grazia Di Michele, Sergio Caputo, Rino Gaetano e tantissimi altri.
Attorno al Folkstudio, nel corso degli anni che vanno dal '60 sino alla fine degli anni '70, prese corpo la cosiddetta "scuola romana" dei cantautori; concretamente diede modo ai giovani artisti, grazie anche alla creazione dell'omonima etichetta discografica, la "Folkstudio", con cui incisero per primi Mimmo Locasciulli e Corrado Sannucci, di esprimersi ed esibirsi in un ambiente unico, per un pubblico rispettoso che guardava al talento.
Oltre alla musica, l'altra sua passione erano le corse dei cavalli: nelle vicinanze di via Sacchi c'era un locale di scommesse ippiche, nelle quali passava i suoi pomeriggi domenicali. 
Malato di diabete, morì all'ospedale San Camillo di Roma per delle complicazioni legate alla sua malattia.
Il 10 novembre 2009 si è tenuto all'Auditorium di Roma un concerto per ricordare la figura di Cesaroni, a cui hanno partecipato Antonello Venditti, Vinicio Capossela, Mimmo Locasciulli, il Trio di Roma (Roberto Gatto, Enzo Pietropaoli e Danilo Rea), Rita Marcotulli, Piero Brega (voce del Canzoniere del Lazio), Giovanna Marini, Paolo Pietrangeli, Raiz ed Emma Tricca.
Inoltre l'Istituto centrale per i beni sonori ed audiovisivi ha realizzato un documentario sulla vita di Cesaroni, basato su una sua intervista radiofonica in cui raccontava la sua vita, su cui sono state montate alcune immagini sul Folkstudio e sui vari artisti che lì si sono esibiti.